# Ratko Janev
Ratko Janev  (macedonio:Ратко Јанев, 30 de marzo de 1939 en Sveti Vrač, Bulgaria) una  fue un físico y académico atómico yugoslavo y serbio.
Ratko Janev nació el 30 de marzo de 1939 en Sveti Vrach, Bulgaria. Durante su juventud se mudó a Yugoslavia, donde se graduó de la Escuela Secundaria Skopje en 1957 y luego estudió en la Universidad de Belgrado, donde recibió un doctorado en 1968. Desde 1965 fue asociado del Instituto Nuclear Vinča. Desde 1986 fue Jefe de Sección de la Unidad Atómica y Molecular de la Agencia Internacional de Energía Atómica en Viena.
En 1972, Janev se convirtió en profesora adjunta de física nuclear en la Universidad de Skopje y profesora de física teórica en la Universidad de Belgrado.  Entre 2002 y 2004 trabajó en el Departamento de Física de Plasma en el Centro de Investigación de Jülich, Alemania.
Janev era miembro de la Academia de Ciencias y Artes de Macedonia. En 2004 recibió el Premio de Investigación de la Fundación Alexander von Humboldt por el proyecto "Modelado y diagnóstico de plasma Fusion Edge / diverter" sobre la comprensión de los plasmas de capa límite fría en reactores de fusión nuclear, realizado en colaboración con el Centro de Investigación Juelich.

## Publicaciones
- S. B. Zhang, J. G. Wang, and R. K. Janev, Phys. Rev. Lett. 104, 023203 (2010).
- Y. K. Yang, Y. Wu, Y. Z. Qu, J. G. Wang, R. K. Janev, and S. B. Zhang, Phys. Lett. A 383, 1929 (2019).
- J. Li, S. B. Zhang, B. J. Ye, J. G. Wang, and R. K. Janev, Physics of Plasmas 23, 123511 (2016).
- R. K. Janev, S. B. Zhang, and J. G. Wang, Matter and Radiation at Extremes 1, 237 (2016).
- R. K. Janev, Atomic and molecular processes in fusion edge plasmas (Springer Science, 2013).
- S. L. Zeng, L. Liu, J. G. Wang, and R. K. Janev, Journal of Physics B-Atomic Molecular and Optical Physics 41, 135202 (2008).
- Y. Y. Qi, J. G. Wang, and R. K. Janev, Phys. Rev. A 78, 062511 (2008).
- "Atomska fizika" (Atomic physics), 1972
- (with L. Presnyakow and W.Schewelko): " Physics of highly charged ions", 1985
- (with Detlev Reiter): "Unified analytic representation of hydrocarbon impurity collision cross sections", in: Journal of Nuclear Materials, in 2003
- "Atomska fizika" (Atomic physics), MANU, Skopje, 2012.
- Atomic_and_plasma_material_interaction https://books.google.com/books/about/Atomic_and_plasma_material_interaction_p.html?id=rSNRAAAAMAAJ&redir_esc=y
- Collision Processes of Hydrocarbon Species in Hydrogen Plasmas https://www.amazon.co.uk/Collision-Processes-Hydrocarbon-Species-Hydrogen/dp/B0019T6NK2/ref=sr_1_2?s=books&ie=UTF8&qid=1349889726&sr=1-2